# Хаос
Хаос (грч. Χάος []) је био, како каже већина грчких космологија, почетак, порекло свега, празног, несхватљивог простора на почетку времена. Али то је било много више од пуке празнине, како се његово име обично преводи са старогрчког. Персонифициран као женско, Хаос је била првобитно обележје универзума, сеновита област масе и енергије из које би велики део онога што је моћно (и углавном негативно и мрачно) произлазило у каснијим родословима.

## Етимологија
Грчки χάος значи "упражњен простор, велика празнина, амбис, понор", од глагола χαίνω, "отворе отвори се широм, итд." Такође може да значи простор, пространство ваздуха, нити амбис нити бесконачна тама, Парецис од Сироса( 6. век п. н. е. ) тумачи хаос као воду, као нешто безоблична што се може диференцирати.

## Митологија

### Хаос као пребивалиште
У Хесиодовој Теогонији, Хаос је прво што је постојало: "..првобитно је настао Хаос." Хесиод замишља Хаос као нешто много опипљивије од понора без дна. У једном тренутку током Титаномахије, Зевс је бацио громове на Титане, а по речима песника, Хаос је „захваћена запањујућом врућином“. Штавише, чини се да Хесиод чак и убрзо након тога наговештава да је Хаос нека врста пребивалишта, иза којега живе титани. Ако је тако, Хаос би морала бити суморно средиште које се налази између Земље и Тартара - где су Титани протерани. Неки чак кажу да је ово најозбиљнија космолошка визија од свих, јер су, поред Ероса, ово прва три божанства која су икада створена у хезиодској космогонији. Ако је тако, они представљају почетни начин раздвајања Свемира (завршен када је Геја родила Урана, небо).

### Хаос као први потомак
Многи други тврде да је у почетку Хаос била све што је постојало, мрачно величанство и мистерија стварања.  И да су управо из Хаоса изронила прва три првобитна  бога: широкобродна Геја (Земља), Тартар (Подземље) и Ерос (Љубав), најправеднији међу смртним боговима. Геја ће постати мајка свега лепог на Земљи док Хаос неће бити толико срећна. Она је из себе родила још двоје деце: Еребуса (Тама) и Никту (Ноћ). Њихова сексуална заједница ће касније створити блиставе потомке: Етра (Божански зрак) и Хемеру (Дан). Међутим, потомство Ноћи, ћерке Хаоса које се плашио и сам Зевс, на крају ће представљати низ злокобне, зле деце.

### Хаос у другим космологијама
У каснијој фази историје појавиле би се спекулације свих врста у вези са улогом Хаоса у првобитној креацији. Неки су почели сумњати у њену примарност јер је Хесиод отпевао да је чак и она рођена. Неки кажу из таме или магле, док други кажу да је рођена из заједнице Хроноса (Време) и Ананке (Нужност).
Ипак трећа група људи, груписана око обредног обожавања митолошког песника Орфеја, осмислила је још јединственију космогонију. Према њима заједно са Етером и Еребусом, Хаос је била једна од троје деце Хроноса. Била је сјајна уметница која је успела да обликује јаје из безобличног Етера. Из тог јајета родио је се Фанес (или Протоген), бисексуално божанство које се наставило парити са собом да би родило све постојеће.
Благо пародирајући причу, у својој комедији "Птице", Аристофан тврди да су у почетку постојали само Хаос, Хоћ, мрачни Еребус и дубоки Тартар. После је Ноћ, оплођена ветром, положила јаје у Еребусу из којег се родио златнокрилни Ерос. Затим се Ерос у Тртару спојио са Хаосом која је затим родила расу птица.

### Хаос у филозофији
Појавом филозофије, Хаос је постао више концепт него божанство, које је римски песник Овидије описао као „безобличну гомилу“ и „непристојну и неразвијену масу“. Тада је почео да се повезује са појмовима као што су конфузија и неред, из којих произилази савремени енглески појам "хаос". Али, до тада, метафоричке слике су подлегле рационалнијим погледима на свет, а митологија је уступила место религији и науци.